# Kántorjánosi
Kántorjánosi là một thị trấn thuộc hạt Szabolcs-Szatmár-Bereg, Hungary. Thị trấn này có diện tích 41,62 km², dân số năm 2010 là 2174 người, mật độ 52 người/km².